# Jan Jönsson (jinete)
Jan Gunnar Jönsson (Motala, 27 de abril de 1944) es un jinete sueco que compitió en la modalidad de concurso completo. Participó en dos Juegos Olímpicos de Verano en los años 1972 y 1984, obteniendo una medalla de bronce en Munich 1972 en la prueba individual.

## Palmarés internacional
| Juegos Olímpicos | Juegos Olímpicos | Juegos Olímpicos  | Juegos Olímpicos |
| Año              | Lugar            | Medalla           | Categoría        |
| ---------------- | ---------------- | ----------------- | ---------------- |
| 1972             | Múnich (RFA)     | Medalla de bronce | Individual       |